# Championnats de France de natation 1899
Navigation
1900
Les Championnats de France de natation en grand bassin 1899 sont les premiers de l'histoire de la natation française. Les épreuves se sont déroulées du 6 au 24 septembre 1899 à Paris, Saint-Valery-en-Caux et Versailles. 
Trois épreuves furent programmées : le 100 m disputé dans les bains Deligny le 6 août 1899, le 400 m en eau de mer disputé le 13 août 1899 à Saint-Valery-en-Caux et le 500 m disputé le 24 septembre dans le Grand Canal de Versailles. 

## Podiums

### Hommes
| Discipline   | Or                                         | Temps       | Argent                         | Temps | Bronze | Temps |
| Nage libre   |                                            |             |                                |       |        |       |
| 100 m        | Chalier Libellule de Paris                 | 1 min 31 s  | Paul Blache Libellule de Paris | ?     | Pelloy | ?     |
| 400 m en mer | G. Leuillieux Pupilles de Neptune de Lille | ?           | ?                              | -     | ?      | -     |
| 500 m        | G. Leuillieux Pupilles de Neptune de Lille | 11 min 36 s | ?                              | -     | ?      | -     |